# Eklampsie
Eklampsie (z řeckého ἔκλαμψις – původně znamenající ozáření, přeneseně náhlou změnu) neboli božec je život ohrožující komplikace v těhotenství, pro kterou jsou charakteristické tonicko-klonické křeče. Obvykle nastává u ženy, u které již nastala preeklampsie, ale není to nutnou podmínkou a může k ní dojít i bez předchozích varovných symptomů, naopak jen některá preeklampsie přejde v eklampsii.

## Léčba
Eklampsie vyžaduje okamžitý zásah, který spočívá v potlačení křečí, snižování zvýšeného krevního tlaku a rychlém provedení (nebo dokončení) porodu.
Potlačení křečí se řeší síranem hořečnatým nebo jiným vhodným antikonvulzivem, pro snížení krevního tlaku je používán hydralazin nebo labetalol.
K porodu je přikročeno i v situaci, kdy je ještě plod nezralý, protože stav eklampsie představuje akutní ohrožení pro plod i pro těhotnou ženu. Pokud rodička už není v pokročilé fázi porodu, provádí se porod obvykle císařským řezem.

## Výskyt
Eklampsie je častější u prvorodiček a u těhotných s cévními problémy (vysoký krevní tlak, cukrovka, nefróza). Riziko také zvyšuje větší placenta (tedy například i vícečetné těhotenství, případně zásněť hroznová).